# レムス

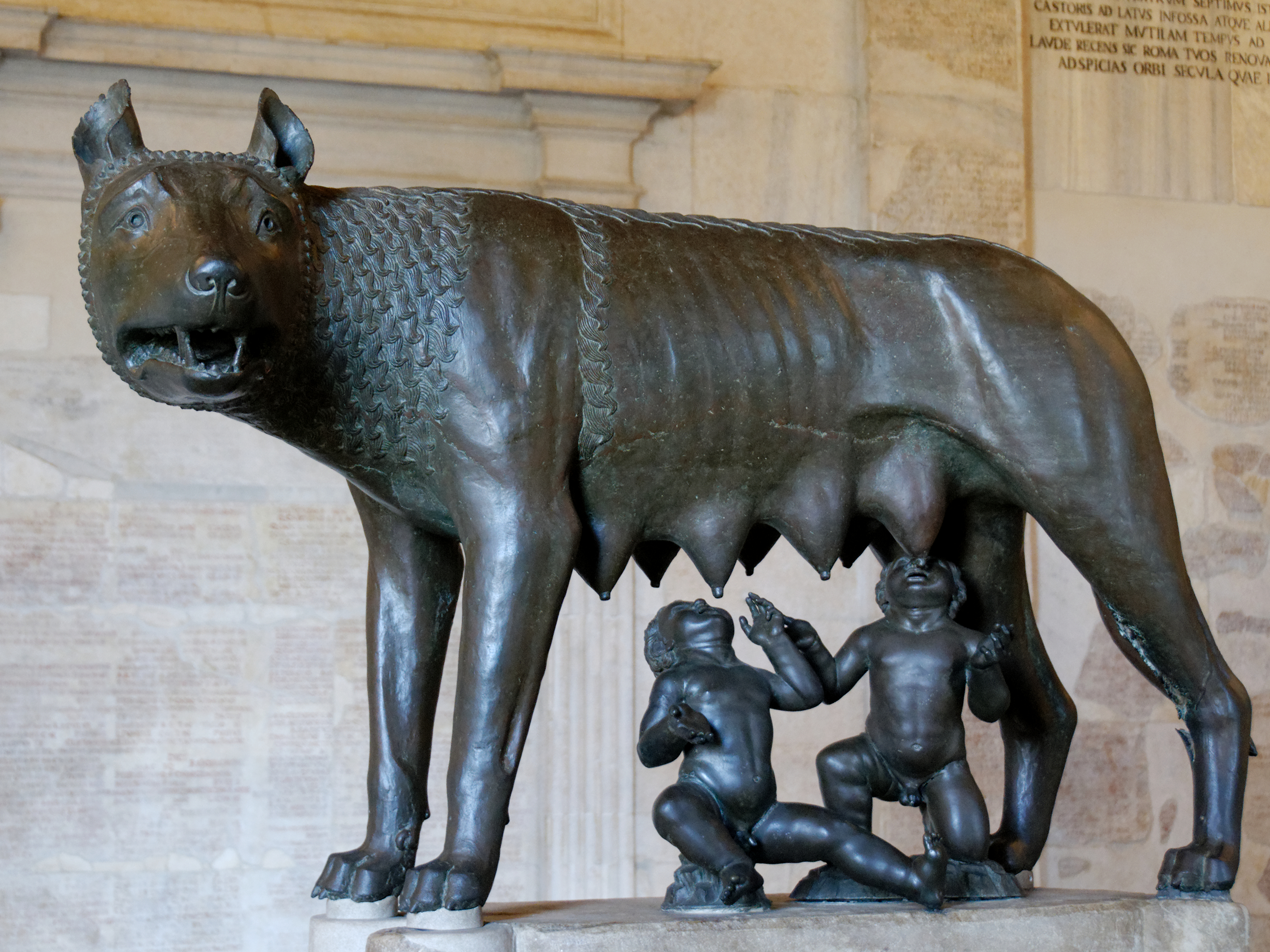
ロームルスとレムス

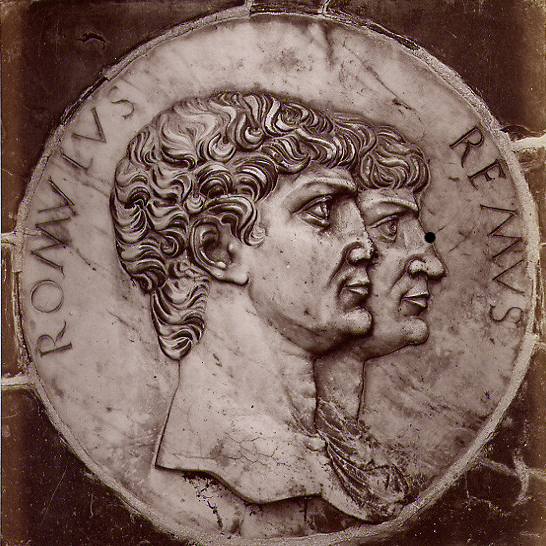
『ロームルスとレムス』（カルロ・ブロギ）

レムス（Remus, 紀元前771年 – 紀元前753年）は、ローマの建国神話に登場するローマの建設者でロームルスの双子の兄弟。

## 捨て子
アルバ・ロンガの王プロカは長男ヌミトルに王位を譲って死んだが、ヌミトルの弟アムーリウスは兄の王位を簒奪した。ヌミトルの息子は殺され、娘レア・シルウィアは処女を義務付けられたウェスタの巫女とさせられた。
あるときシルウィアは掟を破って神であるマールスと交わり懐妊した。シルウィアには監視がつけられたが10か月後双子を出産した。双子はアムリウスの命でティベリス川に流され、シルウィアは監禁された。
双子が流された日ティベリス川は水量を増しており、双子を流す命令を受けていた召使は岸近くのよどみに双子の入ったかごを置いた。かごは流されず、水が引くとイチジクの木のあった岸にあげられた。この場所はローマの七丘の一つパラティヌスの西、ゲルマルスと呼ばれる場所であったとされる。またこのイチジクの木はのちに「ロームルスのイチジク」と呼ばれたという。
双子は雌オオカミの乳を飲み、キツツキの運ぶ食料を食べて生き延びた。そこへアムリウスの牧夫であるファウストゥルスが通りかかり、双子を自分の家につれて帰った。ファウストゥルスは双子がオオカミの乳房（ルーマ）から乳を飲んでいたところから「ロームルス」と「レムス」と名付けた。二人はファウストゥルスとその妻アッカ・ラレンティアによって育てられた。一説では双子は幼少期にガビイで教育を受けたとされる。

## アムリウス打倒
双子は立派に成長し周囲の牧夫のリーダーとなった。あるときパラティヌスの牧夫たちは牛泥棒に遭い、二人は裸のままこれを追跡した。このことがローマの祭りの一つであるルペルカリアの起源になったという。このときロームルスと共に追った仲間はクィンクティウス団（クィンクティー）、レムスの仲間はファビウス団（ファビイー）と呼ばれている。
その後双子らアムリウスの牧夫たちはアウェンティヌスにいたヌミトルの配下たちと争いを起こすようになった。あるとき一人でいたレムスはヌミトルの牧夫たちに拉致されヌミトルの元へと連れて行かれた。ヌミトルは裁判のためにアムリウスの元にレムスを引き出した。それに対してアムリウスは訴えをそのまま受けレムスの身柄をヌミトルに引き渡した。
やがてレムスとヌミトルが二人きりになると、レムスの堂々とした容貌を見てヌミトルがその生まれを尋ねた。ファウストゥルスから自分達が拾われたことを聞いていたレムスはそのことをヌミトルに話し、その話からヌミトルはレムスが自分の孫であることを知った。二人は自分たちの関係を知りアムリウス打倒について話し合った。
同じことをファウストゥルスからロームルスも知ったが、まもなくアムリウスにも知られた。アムリウスはヌミトルに出頭するよう使者を派遣したが、その使者からアムリウスも同じ事を知ったことを知らされたヌミトルらは協力して蜂起した。アムリウス殺害後、レムスとロームルスはアルバ・ロンガの王にヌミトルをつけ、母を解放した。

## ローマ建設と死
二人は野心を持っており新たな都市の建設を希望した。この計画をヌミトルも支援したといい、アルバの人々の一部や仲間の牧夫たちを連れて二人は自分たちの育ったパラティヌスへ向かった。
ここでレムスとロームルスの間で争いがおこった。レムスは新都市の場所としてアウェンティヌスを望み、ロームルスはパラティヌスを主張した。また都市の名前をローマとするかレモラとするかの名祖を巡って、さらにどちらが王になるかでも対立が生じた。
この争いは鳥占い（アウスピキウム）で決することとなった。ロームルスはパラティヌスで、レムスはアウェンティヌスで鳥を待った。ロームルスはレムスを欺き、自分がすでに鳥を見つけたとレムスに伝えこちらへ呼ぶようアウェンティヌスに使いを送った。しかしこの報告を聞く前にレムスはローマでは瑞兆とされていた6羽のハゲタカを見つけた。その後レムスがパラティヌスへ赴いたときになってロームルスは12羽のハゲタカを見つけた。
見つけた時間か数かでやはり争いとなり、この乱闘の中でレムスは殺害されたという。
より知られた伝承では、鳥占いののちロームルスがパラティヌスに城壁を築き始めたところ、これをレムスが嘲り飛び越えたのでロームルスが殺害したという。ポメリウムと呼ばれる都市の境界は聖域とされており、これをまたぐことは重大な冒涜と考えられていた。
また別の伝承では作りかけの城壁を越えたレムスを殺したのはケレルという男だったという。
18歳で死んだレムスはアウェンティヌスに埋葬され、その場所は「レモリア」と呼ばれたという。